# Memphis (geslacht)
Memphis is een geslacht van vlinders uit de onderfamilie Charaxinae van de Nymphalidae.
De typesoort is Papilio odilia Stoll, 1780.

## Synoniemen
- Corycia Hübner, 1825
  - typesoort: Corycia appias Hübner, 1825
- Cymatogramma Doubleday, 1849
  - typesoort: Cymatogramma echemus Doubleday, 1849
- Euschatzia Grote, 1898
- Fountainea Rydon, 1971
  - typesoort: Papilio ryphea Cramer, 1775
- Rydonia Salazar & Constantino, 2001
- Annagrapha Salazar & Constantino, 2001

## Soorten
- Memphis acaudata Röber, 1916
- Memphis acidalia (Hübner, 1819)
  - = Anaea eleanora Comstock, 1961
- Memphis alberta (Druce, 1876)
- Memphis ambrosia (Druce, 1874)
- Memphis anassa (Felder & Felder, 1862)
- Memphis anna Staudinger, 1897
- Memphis annetta (Comstock, 1961)
- Memphis appias (Hübner, 1825)
- Memphis arachne (Cramer, 1775)
- Memphis arginussa (Geyer, 1832)
- Memphis artacaena (Hewitson, 1869)
  - = Cymatogramma artacaena
- Memphis aulica (Röber, 1916)
- Memphis aureola (Bates, 1866)
- Memphis austrina Comstock, 1961
- Memphis basilia (Stoll, 1780)
- Memphis beatrix (Druce, 1874)
- Memphis bella (Comstock, 1961)
- Memphis boliviana (Druce, 1877)
- Memphis catinka (Druce, 1877)
- Memphis centralis (Röber, 1916)
- Memphis cerealia (Druce, 1877)
- Memphis chaeronea (Felder & Felder, 1861)
- Memphis chrysophana (Bates, 1866)
- Memphis cicla Moschler, 1877
- Memphis cleomestra (Hewitson, 1869)
  - = Papilio octavius Fabricius, 1793
- Memphis cluvia (Hopffer, 1874)
- Memphis dia Godman & Salvin, 1884
- Memphis echemus (Doubleday, 1849)
  - = Cymatogramma echemus Doubleday, 1849
- Memphis ecuadoralis (Johnson & Comstock, 1941)
  - = Fountainea ecuadoralis
- Memphis elara (Godman & Salvin, 1897)
- Memphis elina (Staudinger, 1897)
- Memphis eribotes (Fabricius, 1775)
- Memphis eurypyle Felder & Felder, 1862
- Memphis evelina Comstock, 1961
  - = Fountainea evelina
- Memphis falcata (Hopffer, 1874)
- Memphis florita (Druce, 1877)
- Memphis forreri (Godman & Salvin, 1884)
- Memphis fumata Hall, 1935
  - = Anaea fumata
- Memphis glauce (Felder & Felder, 1862)
- Memphis glaucone (Felder & Felder, 1862)
- Memphis glycerium (Doubleday, 1850)
  - = Memphis cratais (Hewitson, 1874)
- Memphis grandis (Druce, 1877)
- Memphis gudrun (Niepelt, 1924)
- Memphis halice Godart, 1824
  - = Anaea halice
- Memphis hedemanni (R. Felder, 1869)
- Memphis herbacea (Butler & Druce, 1872)
- Memphis hirta (Weymer, 1907)
- Memphis iphis (Latreille, 1813)
- Memphis johnsoni Avinoff & Shoumatoff, 1941
  - = Anaea johnsoni
- Memphis lankesteri (Hall, 1935)
- Memphis laura (Druce, 1877)
- Memphis lemnos (Druce, 1877)
- Memphis leonida (Cramer, 1782)
- Memphis lineata (Salvin, 1869)
- Memphis lorna (Druce, 1877)
- Memphis lyceus (Druce, 1877)
- Memphis memphis (Felder & Felder, 1867)
- Memphis moeris (Felder & Felder, 1867)
- Memphis morena Hall, 1935
  - = Cymatogramma morena
- Memphis moretta (Druce, 1877)
  - = Anaea moretta
- Memphis moruus (Fabricius, 1775)
- Memphis nenia (Druce, 1877)
  - = Anaea nenia
- Memphis nesea (Godart, 1824)
  - = Anaea nesea
- Memphis nessus Latreille, 1813
  - = Fountainea nessus
- Memphis niedhoeferi (Rotger, Escalante & Corodnado, 1965)
- Memphis nobilis (Bates, 1864)
  - = Anaea nobilis
  - = Fountainea nobilis
- Memphis oenomais (Boisduval, 1870)
- Memphis offa (Druce, 1877)
  - = Anaea lyceus lynceus Röber, 1916
- Memphis orthesia (Godman & Salvin, 1884)
- Memphis otrere Hübner, 1825
- Memphis pasibula (Doubleday, 1849)
- Memphis perenna Godman & Salvin, 1884
- Memphis phantes (Hopffer, 1874)
- Memphis philumena (Doubleday, 1850)
- Memphis phoebe (Druce, 1877)
- Memphis pithyusa (R. Felder, 1869)
  - = Memphis daguana Bargmann, 1929
- Memphis pleione (Godart, 1819)
- Memphis polycarmes (Fabricius, 1775)
  - = Papilio odilia Stoll, 1780
- Memphis polyxo (Druce, 1874)
- Memphis praxias Hopffer, 1874
- Memphis proserpina (Salvin, 1869)
- Memphis pseudiphis (Staudinger, 1887)
- Memphis ryphea (Cramer, 1775)
  - = Fountainea ryphea
- Memphis schausiana (Godman & Salvin, 1894)
  - = Anaea schausiana
- Memphis sosippus Hopffer, 1874
- Memphis tehuana (Hall, 1917)
  - = Fountainea tehuana (Hall, 1917)
- Memphis titan Felder & Felder, 1867
- Memphis venezuelana (Johnson & Comstock, 1941)
  - = Fountainea venezuelana (Johnson & Comstock, 1941)
- Memphis verticordia (Hübner, 1824)
- Memphis vicinia Staudinger, 1887
- Memphis xenica (Bates, 1864)
- Memphis xenippa (Hall, 1935)
- Memphis xenocles (Westwood, 1850)